# Paul (Covilhã)
Paul is een plaats (freguesia) in de Portugese gemeente Covilhã en telt 1816 inwoners (2001).